# 多布森 (密西西比州)
多布森（英語：Dobson）是位於美國密西西比州蘭金縣的鬼鎮。

## 歷史
多布森的郵局於1886年設立，其後於1909年停運。

## 地理
多布森所處的海拔為高於海平面120米（即394英呎），而該地所採用的時區為UTC-6，即北美中部時區（CST）。同時該地設有夏令時間，為UTC-6調快一小時，即UTC-5（CDT）。